# Мокрушин Василь Михайлович
Василь Михайлович Мокрушин (14 січня 1905, село Горний Шумець Васильсурського повіту Нижньогородської губрнії, тепер Юринського району, Марій Ел, Російська Федерація — 17 січня 1994, місто Москва, тепер Російська Федерація) — радянський діяч, 1-й секретар Кемеровського обласного комітету ВКП(б). Депутат Верховної ради СРСР 3-го скликання (в 1952—1954 роках).

## Біографія
Народився в селянській родині. До 1927 року — на відповідальній роботі в районному комітеті ВЛКСМ.
Член ВКП(б) з квітня 1927 року.
У 1927—1930 роках — слухач робітничого факультету при Ленінградському інституті електротехнічної промисловості. У 1930—1931 роках — студент Московської вищої технічної школи імені Баумана, закінчив перший курс.
У 1931—1934 роках служив у Червоній армії.
У травні 1934 — листопаді 1935 року — політичний керівник 1-го воєнізованого гірничорятувального загону в місті Горлівці Донецької області. У листопаді 1935 — березні 1938 року — начальник школи командного складу воєнізованих гірничорятувальних частин Народного комісаріату важкої промисловості СРСР у місті Макіївці Донецької області. У березні 1938 — грудні 1941 року — начальник воєнізованих гірничорятувальних частин Сибіру в місті Ленінськ-Кузнецький Новосибірської області.
У 1941 році заочно закінчив філію Московського планового інституту.
31 грудня 1941 — 19 травня 1943 року — 2-й секретар Ленінськ-Кузнецького міського комітету ВКП(б) Новосибірської (Кемеровської) області.
20 травня 1943 — 16 вересня 1945 року — 1-й секретар Анжеро-Судженського міського комітету ВКП(б) Кемеровської області.
У вересні 1945 — серпні 1948 року — слухач Вищої партійної школи при ЦК ВКП(б).
30 серпня 1948 — 28 квітня 1950 року — інструктор відділу важкої промисловості ЦК ВКП(б). З 28 квітня до 26 травня 1950 року — заступник завідувача сектора відділу важкої промисловості ЦК ВКП(б). 26 травня 1950 — 24 березня 1951 року — завідувач сектора відділу важкої промисловості ЦК ВКП(б).
24 березня 1951 — 21 серпня 1952 року — 1-й секретар Кемеровського обласного комітету ВКП(б).
З вересня 1952 до грудня 1953 року — слухач курсів перепідготовки перших секретарів при Академії суспільних наук при ЦК КПРС.
21 грудня 1953 — 1 липня 1955 року — завідувач відділу планів та статистики Управління справами Ради міністрів РРФСР. 1 липня 1955 — 30 травня 1958 року — старший референт з державного планування та статистичного управління Управління справами Ради міністрів РРФСР.
30 травня 1958 — 17 вересня 1970 року — заступник керуючого справами Ради міністрів РРФСР.
З вересня 1970 року — персональний пенсіонер у Москві.
Помер 17 січня 1994 року в Москві. Похований на Троєкурівському цвинтарі.

## Нагороди
- орден Трудового Червоного Прапора (31.12.1943)
- орден «Знак Пошани» (19.04.1967)
- медаль «За доблесну працю у Великій Вітчизняній війні 1941—1945 рр.» (27.12.1945)
- медаль «За освоєння цілинних земель» (19.09.1957)
- медаль «За доблесну працю. В ознаменування 100-річчя з дня народження Володимира Ілліча Леніна» (1970)
- медаль «Ветеран праці» (31.03.1978)
- Золота медаль Виставки досягнень народного господарства СРСР (26.12.1968)
- медалі
- знак «50 років перебування в КПРС» (1977)